# Steven Loza
Steven Joseph Loza (* 9. August 1952) ist ein US-amerikanischer Musikethnologe.

## Leben
Steven Loza studierte an der California State Polytechnic University in Pomona (Kalifornien) und schloss das Studium mit einem B.A. ab. Anschließend wechselte er an die University of California (UCLA) nach Los Angeles und befasste sich dort ebenfalls mit Musikethnologie. 1979 erreichte Loza seinen M.A. und wurde 1985 mit seiner Dissertation über mexikanische Musik in Los Angeles  promoviert.
Im Anschluss daran verließ Loza für zwei Jahre die UCLA und arbeitete am Arts of America Institute an der University of New Mexico in Albuquerque. Anschließend kehrte er an die UCLA zurück und ist seitdem dort Professor für Musikethnologie.

## Werke (Auswahl)

### Autor
Aufsätze
- Latin Caribbean. In: Dale Olsen (Hrsg.): South America, Mexico, Central America and the Caribbean (The Garland Encyclopedia of world music; 2). Garland Books, New York 1998, ISBN 0-8240-6040-7, S. 790–801.
- Challenges to the Euroamericentric Ethnomusicological Canon. Alternatives for Graduate readings, theory, and method. In: Ethnomusicology. Journal of the Society for Ethnomusicology, Bd. 50 (2006), ISSN 0014-1836, S. 360–371.
- El nacionalismo en la músíca mexicana. Steven Loza conversa con Blas Galindo y Manuel Enríquez. In: Heterofonía. Revista musical, Bd. 28/29 (1995), ISSN 0018-1137, S. 43–53.
- Contemporary ethnomusicology in Mexico. In: Revista de música latinoamericana, Bd. 11 (1990), Heft 2, ISSN 1536-0199, S. 201–250.

Monographien
- Barrio rhythm. Mexican American music in Los Angeles (Music in American Life). University Press, Urbana, Ill. 1993, ISBN 0-252-06288-4.
- Tito Puente and the making of Latin Music. University Press, Urbana, Ill., 1999, ISBN 0-252-06778-9.
- The musical life of the Mexican/Chicano people in Los Angeles, 1945–1985. A study in maintenance, change, and adaption. Dissertation, Universität Los Angeles 1985.

### Herausgeber
- Musical aesthetics and multiculturalism in Los Angeles. University Press, Los Angeles 2003, ISBN 0-88287-051-3.
- Musical cultures of Latin America. Global effects, past and present. University Press, Los Angeles 2003, ISBN 0-88287-055-6.
- Religion as art. Guadalupe, Orishas and Sufi. University Press, Albuquerque 2009, ISBN 978-0-8263-4570-7 (Aufsätze des KongressesToward a theory for religion as art).